# Caroline Harrison
Caroline Lavinia Scott Harrison (Oxford, 1º ottobre 1832 – Washington, 25 ottobre 1892) fu la moglie di Benjamin Harrison, ventitreesimo presidente degli Stati Uniti d'America.

## Biografia
Caroline Scott nacque ad Oxford, nell'Ohio, seconda figlia del reverendo John Witherspoon Scott e Mary Potts Neal-Scott. Nel 1845 la giovane Caroline si trasferì insieme alla famiglia a College Hill, vicino a Cincinnati e conobbe Benjamin Harrison, studente del padre. I due si frequentarono e si fidanzarono ufficialmente nel 1852, si sposarono il 20 ottobre 1853, ed andarono a vivere ad Indianapolis nell'Indiana, dove Benjamin Harrison terminò i propri studi universitari in giurisprudenza. La coppia ebbe due figli: Russell Benjamin Harrison (1854-1936) e Mary "Mamie" Scott Harrison-McKee (1858-1930).
Nel 1889 Harrison fu eletto presidente degli Stati Uniti d'America, ed insieme alla famiglia si trasferì alla Casa Bianca. Sotto la guida della first lady Caroline Harrison alla Casa Bianca furono aumentati i bagni, furono installati nuove tubature, affisse nuovi quadri. Nel 1891 l'elettricità arrivò alla Casa Bianca, benché la first lady ne fosse talmente spaventata da non utilizzare neppure gli interruttori. Nel 1889 decorò il primo albero di Natale della Casa Bianca. Caroline Harrison fu anche la prima presidentessa dell'organizzazione Figlie della rivoluzione americana, e fu molto attiva in raccolte di fondi per beneficenza ed eventi sociali.
A fine 1891, Caroline Harrison iniziò la sua lunga lotta contro la tubercolosi. Inizialmente la first lady tentò comunque di onorare i propri impegni sociali, ma le sue condizioni peggiorarono, ed alla fine il 25 ottobre 1892 Caroline Harrison morì. Dopo il periodo di lutto, Mary "Mamie" Scott Harrison-McKee, secondogenita del presidente e di Caroline, assolse i compiti destinati alla first lady ufficiale per i mesi restanti del mandato di Harrison. Nel 1896, Benjamin Harrison sposò la nipote della defunta moglie, ed ex-segretaria Mary Scott Lord Dimmick.